# اسامه العزوزی
اسامه العزوزی (انگلیسی: Oussama El Azzouzi؛ زادهٔ ۲۹ مهٔ ۲۰۰۱) بازیکن فوتبال اهل مراکش است.
از باشگاه‌هایی که در آن بازی کرده‌است می‌توان به باشگاه فوتبال یونیون سن ژیلواز اشاره کرد.
وی همچنین در تیم ملی فوتبال زیر ۲۳ سال مراکش بازی کرده‌است.